# II-55
De II-55 is een nationale weg van de tweede klasse in Bulgarije. De weg loopt van Veliko Tarnovo via Nova Zagora naar Svilengrad. De II-55 is 186 kilometer lang.